# Chapter Three: Body Double
Chapter Three: Body Double es el tercer episodio de la primera temporada de la serie de The CW, Riverdale. Fue escrito por Yolonda E. Lawrence, dirigido por Lee Toland Krieger, fue estrenado el 9 de febrero de 2017.
Después de que sale a la luz nueva información sobre la muerte de Jason, Cheryl se encuentra bajo una nube de sospecha y es obligada a aclarar sobre la última vez que vio a su hermano. Mientras tanto, Archie toma una decisión difícil que pone una gran presión en su relación con la señorita Grundy. Por otra parte, Betty decide revivir el periódico escolar y pide la ayuda de Jughead para investigar la muerte de Jason, mientras que Veronica y Ethel trabajan para exponer a algunos jugadores de fútbol de la secundaria Riverdale después de que los rumores de un "libro de la vergüenza" comienzan a circular. Finalmente, después de ser castigado por su padre Fred, Archie debe encontrar una forma de llegar al evento donde Josie y las Pussycats interpretarán una canción que él ayudó a escribir.

## Argumento
La "culpable" Cheryl Blossom es interrogada sobre su parte en la desaparición de Jason. Ella dice que no mató a Jason y luego aclara a qué se refería con que era "culpable": mintió a las autoridades sobre los detalles de los sucesos del 4 de julio. La historia original es que Cheryl había viajado al río Sweetwater con Jason porque estaban planeando su escape. Cheryl aceptó ayudarlo a organizar un accidente para encubrir su desaparición. Se suponía que Jason debía ponerse en contacto con ella después de que hubiera llegado a un lugar seguro, pero había pasado una semana y todavía no había tenido noticias suyas. También escuchó un misterioso disparo la mañana de su desaparición.
La conciencia culpable de Archie lo lleva a confesar ante el sheriff y el Sr. Weatherbee donde estaba durante el 4 de julio. Él les dice que él también había escuchado el disparo. Él cubre a la señorita Grundy, diciéndoles que él estaba allí solo, pero con su perro, trabajando en su música. Sin embargo, la señorita Grundy, al escuchar esto, se molesta y se frustra de que incluso haya ido a las autoridades. Su padre, Fred, también descubre que le mintió sobre su viaje por carretera con Jughead el 4 de julio. Como consecuencia, es castigado por las próximas dos semanas. Pronto, Veronica le revela a Betty, Archie y Kevin que tiene una cita con el capitán de los Bulldogs de Riverdale, Chuck Clayton.
Mientras tanto, Betty quiere revivir el periódico de la escuela secundaria de Riverdale, el Azul & Oro. Ella le da a Jughead una tarea importante como nuevo miembro para usar sus habilidades de periodista e investigar el caso de la desaparición de Jason. Comienza con la única persona que no ha sido notada en la investigación: Dilton Doiley y sus tropas de exploración, que descubrieron a Cheryl el 4 de julio. Jughead visita a Dilton y le pregunta si escuchó el disparo esa mañana. Dilton insiste en que ni él ni sus exploradores escucharon nada inusual en ese día. Más tarde, uno de sus muchachos le informa a Jughead que Dilton fue quien disparó, mientras enseñaba a los exploradores cómo disparar.
Aparcados afuera de Pop's, Veronica y Chuck están en el auto sacándose fotos y conociéndose. Sin embargo, a la mañana siguiente, Veronica va a la escuela y encuentra una sorpresa esperándola. Parece que rumores muy diferentes de lo que pasó se han extendido por la escuela. La selfie que Chuck y Veronica se tomaron fue editada con jarabe de arce cubriendo su rostro. Sin embargo, Veronica no va a caer sin luchar. Ella entra corriendo al vestuario de hombres, Betty la acompaña, exigiéndole que elimine la imagen. Chuck se niega. En cambio, él les dice que es una "insignia de honor" y que su actitud de chica mala puede haber funcionado en Nueva York, pero que ahora está en el "territorio Bulldog". Luego se va.
Más tarde, Cheryl quiere pagarle a Archie por corroborar su historia del disparo. Ella le pide a Josie un favor. Como Archie todavía está castigado, se escapa de la casa para asistir al ensayo. Mientras él está allí, él quiere que Josie y las Pussycats interpreten sus canciones, pero Josie piensa lo contrario. No está convencida de que él pueda escribir para ellas. Pero Archie logra convencerla con sus sugerencias para modificar un poco la canción.
Betty reúne a un grupo de chicas que también fueron avergonzadas por Chuck y sus otros cinco compañeros de equipo de fútbol. Ethel Muggs aparece por primera vez en este episodio como una de las chicas a quien Chuck avergonzó. Descubren que tienen un libro de jugadas secreto que usan para mantener decenas de sus conquistas. Irrumpieron en la escuela, Cheryl siguiéndolos, y encontraron el libro. Dentro del libro, encuentran no solo los nombres de Ethel y Veronica, sino también el nombre de las hermanas de Betty, Polly.
Betty se enfureció y le demuestra a Cheryl que Jason no era quien ella pensaba que era. Ahora es su turno de vengar no solo a Veronica y las chicas, sino también a su hermana, Polly. Toda su personalidad cambia a una actitud de chica mala. Ella comienza su plan de venganza con pedirle a Chuck que la encuentre en la casa de Ethel. Betty sale con lencería y una peluca negra. Betty no pudo hacerlo, así que me envió, dice ella. Veronica mira sorprendida a Betty.
Mientras tanto, en el evento en el que Archie se cuela a pesar de estar castigado por escabullirse al ensayo de Pussycats, Fred se encuentra con la señorita Grundy, quién le asegura que su hijo tiene talento y que es un niño especial. Jughead encuentra a Dilton Doiley, lo confronta por el disparo del 4 de julio y le dice que se reúna con él en la oficina del Azul & Oro.
Mientras Chuck está esposado en el jacuzzi, Veronica graba mientras Betty comienza a interrogarlo sobre lo que realmente sucedió entre él y Veronica. Aunque Betty puede ser muy mala, ella empuja con su tacón alto la cabeza de Chuck en el agua hirviendo y vertiendo una botella de jarabe de arce en toda su cara. Mientras ella hace esto, comienza a pedirle que se disculpe por arruinar a Polly, llamándolo Jason. Luego dice: "Discúlpate por haberme destruido". Veronica está perturbada por esta actitud extraña de Betty, la forma en que se consideraba a sí misma como Polly y él como Jason. Luego ella le dice que eso es suficiente.
Después de los eventos del día anterior, dado que Betty y Veronica ahora tienen pruebas, el entrenador Clayton se ve obligado a sacar a su hijo Chuck y sus compinches del equipo fútbol. Betty y Cheryl luego miran mientras el libro de conquistas arde en un basurero. Archie va a agradecer a la señorita Grundy por convencer a su padre de que respete su elección de seguir música y le pregunta si pueden reiniciar sus clases de música.
En cuanto al incidente del disparo, Dilton se encuentra con Jughead y Betty. Él le ruega a Betty y Jughead que no publiquen una historia diciendo que él disparó el arma. A cambio, les ofrece una historia mejor: vio el automóvil de la señorita Grundy en río Sweetwater la mañana de 4 de julio.

## Elenco
| - KJ Apa como Archibald "Archie" Andrews. - Lili Reinhart como Elizabeth "Betty" Cooper. - Camila Mendes como Veronica Cecilia Lodge. - Cole Sprouse como Forsythe Pendleton "Jughead" Jones III. - Marisol Nichols como Hermione Apollonia Lodge. - Madelaine Petsch como Cheryl Marjorie Blossom. - Ashleigh Murray como Josephine "Josie" McCoy. - Mädchen Amick como Alice Cooper. - Luke Perry como Frederick "Fred" Andrews. - Cody Kearsley como Marmaduke "Moose" Mason. - Broadus Mattison como padre de un explorador. - Caitlin Mitchell-Markovitch como Ginger Lopez. - Olivia Ryan Stern como Tina Patel. - Alvin Sanders como Pop Tate. - Trevor Stines como Jason Blossom. - Adam Swain como explorador #1. | - Adain Bradley como Trev Brown. - Ross Butler como Reggie Mantle. - Jordan Calloway como Chuck Clayton. - Casey Cott como Kevin Keller. - Martin Cummins como Sheriff Tom Keller. - Major Curda como Dilton Doiley. - Robin Givens como Sierra McCoy. - Sarah Habel como Geraldine Grundy. - Shannon Purser como Ethel Muggs. - Nathalie Boltt como Penelope Blossom. - Asha Bromfield como Melody Valentine. - Peter Bryant como Waldo Weatherbee. - Barclay Hope como Cliff Blossom. - Hayley Law como Valerie Brown. - Colin Lawrence como Floyd Clayton. - Lochlyn Munro como Hal Cooper. |

## Audiencia
El episodio fue visto por 1.20 millones de espectadores, recibiendo 0.5 millones entre los espectadores entre 18-49 años.

## Continuidad
- El título del episodio proviene de la película de suspenso erótica estadounidense del mismo nombre.
- Este episodio marca la primera mención de Greendale.
  - En los cómics, este es el hogar de Sabrina Spellman.
- Este episodio marca la primera aparición de Ethel Muggs.
- Este episodio marca la primera aparición de Trev Brown.